# 萬和宮 (臺北市)

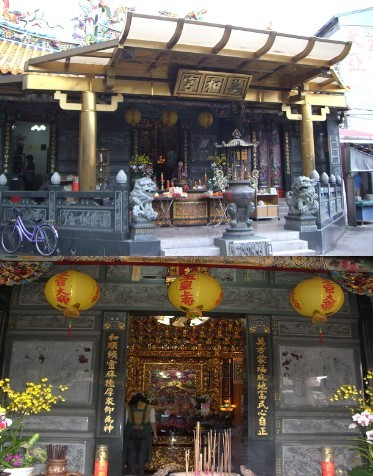
臺北市萬和宮

萬和宮位於台灣台北市迪化街二段304號，為主祀福德正神之道教廟宇。該廟宇興建於1840年，為位於台北大同區之傳統廟宇建築。另外，該廟宇的組織型態為管理委員會制，祭典日期則是每年農曆之二月初二。